# Козлин
Ко́злин — село в Україні, у Рівненському районі Рівненської області. Населення становить 811 осіб.

## Історія
Вперше Козлин згадується в актi вiд 1467 року з нагоди одруження волинського князя Юрiя Несвицького на дочцi Iвана Мусити  Hacтaciї, за яку було вiдписано придане - маєтність на Заборолю, обидвох Житинах, Козлинi й Першковому дворi (так колись звалась Олександрiя), а також дано «300 коп широких грошей празьких» .
У 1500 роцi князь Семен Несвiцький дарує слузi Грицьковi Даниловичу всi маєтності Козлина. Пiсля смертi княгині Марії Несвiцької (Рівненської) король Сигiзмунд I (1506-1548) пiдтверджує належнiсть 19-ти сiл, в тому числi i Козлина, до Рівненського замку.
У 1569 році, згідно з рішенням Люблінського сейму, Козлин у числі інших населених пунктів Волині відійшов до Польщі і належав до Луцького повіту Волинського воєводства. У 1577 році Козлин дістається Костянтину Острозькому, який засновує тут містечко, будує замок – фортецю, розділяє осаду на 2 частини, давніша іменується Старики, новіша – Місто.
Український магнат, київський воєвода князь К. К. Острозький отримав у 1583 роцi на Козлин Магдебурзьке право. У Козлинi в той час укрiплено захиснi вали, оновлено пристань .
У книзі О. Цинкаловського «Стара Волинь і Волинське Полісся» записано: На початку XX століття село Козлин входило до складу Кустинської волості Рівненського повіту Волинської губернії за 22 км від міста Рівне над річкою.
За переписом 1911 року в Козлині було 820 жителiв, 8 крамниць, 1 крамниця горiлчана, 2 тартаки, 1 мануфактурна крамниця, склад пива (все тримали сільські євреї), водяний млин.

### "Міжвоєнний" період 1920-1940 рр
- лютий 1918 року – село Козлин було окуповане військами Німеччини та Австро-Угорщини;
- травень 1919 року – захоплення села більшовиками;
- серпень 1919 року – встановлення польської влади;
- липень 1920 року –  село знову захоплюється більшовицькою Червоною Армією;
- вересень 1920 року –  встановлюється польська влада.

За Ризьким договором 1921 року с. Козлин в числі інших населених пунктів Волині потрапило до складу Польської держави. Для жителів села почалися дні польської окупації. Найкращі землі довкола села потрапили до рук польських осадників.
17 вересня 1939 року окупувала Червона Армія.
На західноукраїнських землях запанували більшовики – перестали діяти українські політичні партії, громадські, культурні, наукові товариства, установи, зокрема «Просвіта». В селі від нової влади найбільше постраждали поляки (осадники), яких було вивезено до Сибіру, а земля була конфіскована.

### Німецько-радянська війна 1941—1945рр.
2 липня 1941 року в село зайшли фашисти. Німецького гарнізону в селі не було, однак козлинці дуже швидко  відчули фашистський «новий порядок». В рамках акцій по знищенню єврейського населення України восени 1941 р.було розстріляно близько 850 тис. чол. В Козлині в цей час було знищено сім’ї Дудейзах, Бириша, Ролика, Шимшеля та інших.
29 жовтня 1943 року в результаті каральної акції була спалена значна частина села і розстріляно 13 його мешканців.
В Цуманських лісах базувалися радянські партизани Сидора Ковпака. Радянському командуванню потрібен був зв'язок із агентом Пухом (Микола Кузнецов, він же Павло Грачов, він же обер-лейтенант Пауль Зіберт), який діяв в Рівному і мав завдання знищення рейхскомісара України Еріка Коха. Місце зустрічі і було на околицях Козлина. Саме село вважалося «бандерівським», тут ніколи не любили радянську владу.
На місці зустрічі радянських диверсантів із зв'язковими в радянські часи було встановлено пам'ятний знак, який мешканці Козлина знищили вже в 1990-х.

## Символіка

### Герб
В основу герба покладено давні волинські символи. Щит розділено на дві частини по горизонталі. У верхній частині на червоному тлі - срібний хрест. На іншій частині щита - графічне золоте зображення Покрови Пресвятої Богородиці. Блакитний колір - означає велич і красу, водні плеса річки Горинь.

### Прапор
Являє собою прямокутне полотнище, розділене по діагоналі. Зліва на блакитному тлі - в золотих тонах образ Пресвятої Богородиці. Справа - на червоному фоні волинський срібний хрест. Зелена смужка (у співвідношенні 1:20) по діагоналі підкреслює красу природи села і споконвічне прагнення до життя в добрі і достатку.

### Тлумачення символіки
Червоний колір - відображає одвічну боротьбу краян за волю, срібний хрест - приналежність території до славного давнього роду князів Острозьких та величної історії Волині. Золота Покрова - як ознака предвічної православної віри наших краян. Частини щита розділені срібною смужкою, барви якої символізують життя, надію, достаток.

## Навколишні об'єкти

Козлин на мапі

На малюнку
1. Аварійний міст через р. Горинь
2. Ділянка польової дороги на Ремель — Олександрію
3. Південно-західна сторона Козлина — мальовничі стави місцевого рибальського господарства із зонами відпочинку
4. Тут в радянські часи стояв пам'ятний знак на місці зустрічі Миколи Кузнєцова із зв'язковими загону Д. Мєдвєдєва
5. Праворуч Козлина ЗКП і ВЗ Луговина 13 АК. Поряд склади законсервованої (в основному, інженерної) військової техніки.
6. Південна окраїна села Козлин — місце відмобілізування 13 АК (штаб у м. Рівне).
7. Праворуч дороги від Нової Українки до Козлина склади ПММ 13 АК.